# 1928年サンモリッツオリンピックのドイツ選手団
1928年サンモリッツオリンピックのドイツ選手団（1928ねんサンモリッツオリンピックのドイツせんしゅだん）は、1928年2月11日から2月19日までスイスのサンモリッツで開催された1928年サンモリッツオリンピックのドイツ選手団、およびその競技結果。

## 概要
今大会はドイツ選手団にとって冬季オリンピック初参加の大会となったが、ボブスレー男子5人乗りで銅メダル1個を獲得した。

## メダル
| メダル   | 選手名                                                                                             | 競技       | 種目        |
| -------- | -------------------------------------------------------------------------------------------------- | ---------- | ----------- |
| 銅メダル | ハンス・キリアン ヴァレンティン・クレンプル ハンス・ヘス ゼバスティアン・フーバー ハンス・ハーグル | ボブスレー | 男子5人乗り |